# Stratovarius World Tour 2005 - 2006
Stratovarius World Tour 2005 - 2006, en esta gira ya no contó con su bajista Jari Kainulainen. En su sustitución optaron por traer un bajista finlandés, considerado por el vocalista del grupo como el mejor bajista de Europa.
Además sería la última gira con el guitarrista Timo Tolkki. Este Tour contó con países que jamás habían visitado como: Estados Unidos, Canadá, Venezuela e Inglaterra.

## Conciertos destacados
Como siempre, Stratovarius tiene conciertos destacados en Finlandia, Suecia, Alemania y Brasil donde gozan de mucha fama. Pero el concierto que más les sorprendió fue el de Venezuela donde ellos creían que como era su primera presentación en aquel país iban a ser recibidos por muy poca gente, pero hubo cerca de 6,500 espectadores, algo que sorprendió a la banda.

## Equipamiento técnico
El Tour contó con un equipamiento clásico de la banda, como en sus anteriores presentaciones juegos pirotécnicos, rayos láser, además de llevar un extraordinario sistema de sonido en su gira europea y japonesa. Países donde se utilizó dicho establecimiento en Finlandia, Japón y Brasil.

## Lista de canciones
- Father Time
- Will The Sun Rise?
- Black Diamond
- The Kiss of Judas
- Paradise
- SOS
- Hunting High And Low
- It's A Mystery
- A Million Light Years Away
- Eagleheart
- I Walk To My Own Song
- Maniac Dance
- Fight!!!"
- Just Carry On
- Back to Madness
- Gypsy in Me
- Götterdämmerung
- The Land of Ice and Snow
- Leave the Tribe
- United
- Forever Free
- Coming Home
- Destiny
- Glory Of The World
- Speed of light
- Stratosphere
- Soul of a Vagabond
- Papillon

## Fechas del Tour
| Fecha                 | Ciudad           | País            | Lugar                           |   |
| --------------------- | ---------------- | --------------- | ------------------------------- | - |
| Primera parte - 2005  |                  |                 |                                 |   |
| 5 de agosto 2005      | Wacken           | Alemania        | Wacken Open Air                 |   |
| 19 de agosto 2005     | Buenos Aires     | Argentina       | Estadio Obras                   |   |
| 21 de agosto 2005     | Santiago         | Chile           | Teatro Caupolicán               |   |
| 24 de agosto 2005     | Curitiba         | Brasil          | Master Hall                     |   |
| 25 de agosto 2005     | Porto Alegre     | Brasil          | Opinão                          |   |
| 26 de agosto 2005     | São Paulo        | Brasil          | Olympia                         |   |
| 30 de agosto 2005     | Belo Horizonte   | Brasil          | Chevrolet Hall                  |   |
| 31 de agosto 2005     | Río de Janeiro   | Brasil          | Canecão                         |   |
| 11 de septiembre 2005 | Guadalajara      | México          | Hard Rock Live                  |   |
| 12 de septiembre 2005 | Monterrey        | México          | Auditorio Coca-Cola             |   |
| 14 de septiembre 2005 | Distrito Federal | México          | Circo Volador                   |   |
| 17 de septiembre 2005 | Atlanta          | EE. UU.         | Prog Power                      |   |
| 19 de septiembre 2005 | Springfield      | EE. UU.         | Jaxx                            |   |
| 20 de septiembre 2005 | Filadelfia       | EE. UU.         | Trocadero                       |   |
| 21 de septiembre 2005 | Nueva York       | EE. UU.         | B.B. King's                     |   |
| 23 de septiembre 2005 | Montreal         | Canadá          | Le Medley                       |   |
| 24 de septiembre 2005 | Quebec           | Canadá          | Le Capitole                     |   |
| 25 de septiembre 2005 | Toronto          | Canadá          | Opera House                     |   |
| 27 de septiembre 2005 | Cleveland        | EUA             | House Of Blues                  |   |
| 28 de septiembre 2005 | Chicago          | EUA             | House Of Blues                  |   |
| 29 de septiembre 2005 | Minneapolis      | EUA             | Quest                           |   |
| 30 de septiembre 2005 | Winnipeg         | Canadá          | Pyramid                         |   |
| 2 de octubre 2005     | Edmonton         | Canadá          | Starlite                        |   |
| 3 de octubre 2005     | Calgary          | Canadá          | Warehouse                       |   |
| 5 de octubre 2005     | Vancouver        | Canadá          | Richards on Richards            |   |
| 6 de octubre 2005     | Seattle          | EUA             | Studio Seven                    |   |
| 8 de octubre 2005     | San Francisco    | EUA             | The Pound                       |   |
| 9 de octubre 2005     | Los Ángeles      | EUA             | Key Club                        |   |
| 10 de octubre 2005    | Santa Ana        | EUA             | Galaxy Theater                  |   |
| 22 de octubre 2005    | San Petersburgo  | Rusia           | Port Club                       |   |
| 23 de octubre 2005    | Moscú            | Rusia           | Gorbunova club                  |   |
| 26 de octubre 2005    | Helsinki         | Finlandia       | Kulttuuritalo                   | . |
| 28 de octubre 2005    | Tampere          | Finlandia       | Pakkahuone                      | . |
| 29 de octubre 2005    | Turku            | Finlandia       | Caribia                         | . |
| 30 de octubre 2005    | Umeå             | Suecia          | Skycom Arena                    | . |
| 1 de noviembre 2005   | Oslo             | Noruega         | Rockefeller                     | . |
| 2 de noviembre 2005   | Estocolmo        | Suecia          | Annexet                         | . |
| 4 de noviembre 2005   | Colonia          | Alemania        | Palladium                       | . |
| 5 de noviembre 2005   | Borgerhout       | Bélgica         | Hof ter lo                      | . |
| 6 de noviembre 2005   | Tilburg          | Holanda         | 013                             | . |
| 7 de noviembre 2005   | Londres          | Inglaterra      | KOKO                            | . |
| 9 de noviembre 2005   | Lille            | Francia         | Splendid                        | . |
| 10 de noviembre 2005  | Hamburgo         | Alemania        | Docks                           | . |
| 11 de noviembre 2005  | Osnabrück        | Alemania        | Halle Gartlage                  | . |
| 13 de noviembre 2005  | París            | Francia         | Elysée Montmartre               | . |
| 14 de noviembre 2005  | Toulouse         | Francia         | Havanna Cafe                    | . |
| 16 de noviembre 2005  | Barcelona        | España          | Razzmatazz                      | . |
| 17 de noviembre 2005  | Murcia           | España          | Sala Gamma                      | . |
| 18 de noviembre 2005  | Madrid           | España          | La Riviera                      | . |
| 19 de noviembre 2005  | Pamplona         | España          | Pabellón Anaitasuna             | . |
| 21 de noviembre 2005  | Lyon             | Francia         | Transbordeur                    | . |
| 23 de noviembre 2005  | Pratteln         | Suiza           | Z7                              | . |
| 24 de noviembre 2005  | Fürth            | Alemania        | Stadthalle                      | . |
| 25 de noviembre 2005  | Pratteln         | Suiza           | Z7                              | . |
| 26 de noviembre 2005  | Kaufbeuren       | Alemania        | All-Karthalle                   |   |
| 27 de noviembre 2005  | Milán            | Italia          | Alcatraz                        | . |
| 29 de noviembre 2005  | Liubliana        | Eslovenia       | VPK Mediapark                   | . |
| 30 de noviembre 2005  | Viena            | Austria         | Planet Music                    | . |
| 1 de diciembre 2005   | Budapest         | Hungría         | Petöfi Hall                     | . |
| 3 de diciembre 2005   | Zlin             | República Checa | Vanue Novesta                   | . |
| 4 de diciembre 2005   | Berlín           | Alemania        | Huxley's Neue Welt              | . |
| Segunda Parte - 2006  |                  |                 |                                 |   |
| 14 de enero 2006      | Thessaloniki     | Grecia          | Idrogios                        | . |
| 15 de enero 2006      | Atenas           | Grecia          | Club 22                         | . |
| 18 de enero 2006      | Osaka            | Japón           | Shinsaibashi Club Quattro       | . |
| 19 de enero 2006      | Nagoya           | Japón           | Bottomline                      | . |
| 21 de enero 2006      | Tokio            | Japón           | Shibuya O-East                  | . |
| 22 de enero 2006      | Tokio            | Japón           | Shibuya O-East                  | . |
| 24 de enero 2006      | Taipéi           | Taiwán          | Taipei City Hall Family Theater | . |
| 26 de enero 2006      | Kowloon          | Hong Kong       | Hitec Auditorium                | . |
| 12 de mayo 2006       | Buenos Aires     | Argentina       | Teatro Flores                   |   |
| 13 de mayo 2006       | Buenos Aires     | Argentina       | Teatro Flores                   |   |
| 8 de octubre 2006     | San Salvador     | El Salvador     | Gimnasio Nacional               |   |
| 14 de octubre 2006    | São Paulo        | Brasil          | Live 'N' Louder                 | . |
| 17 de octubre 2006    | Caracas          | Venezuela       | Concha acústica                 |   |